# 竜串

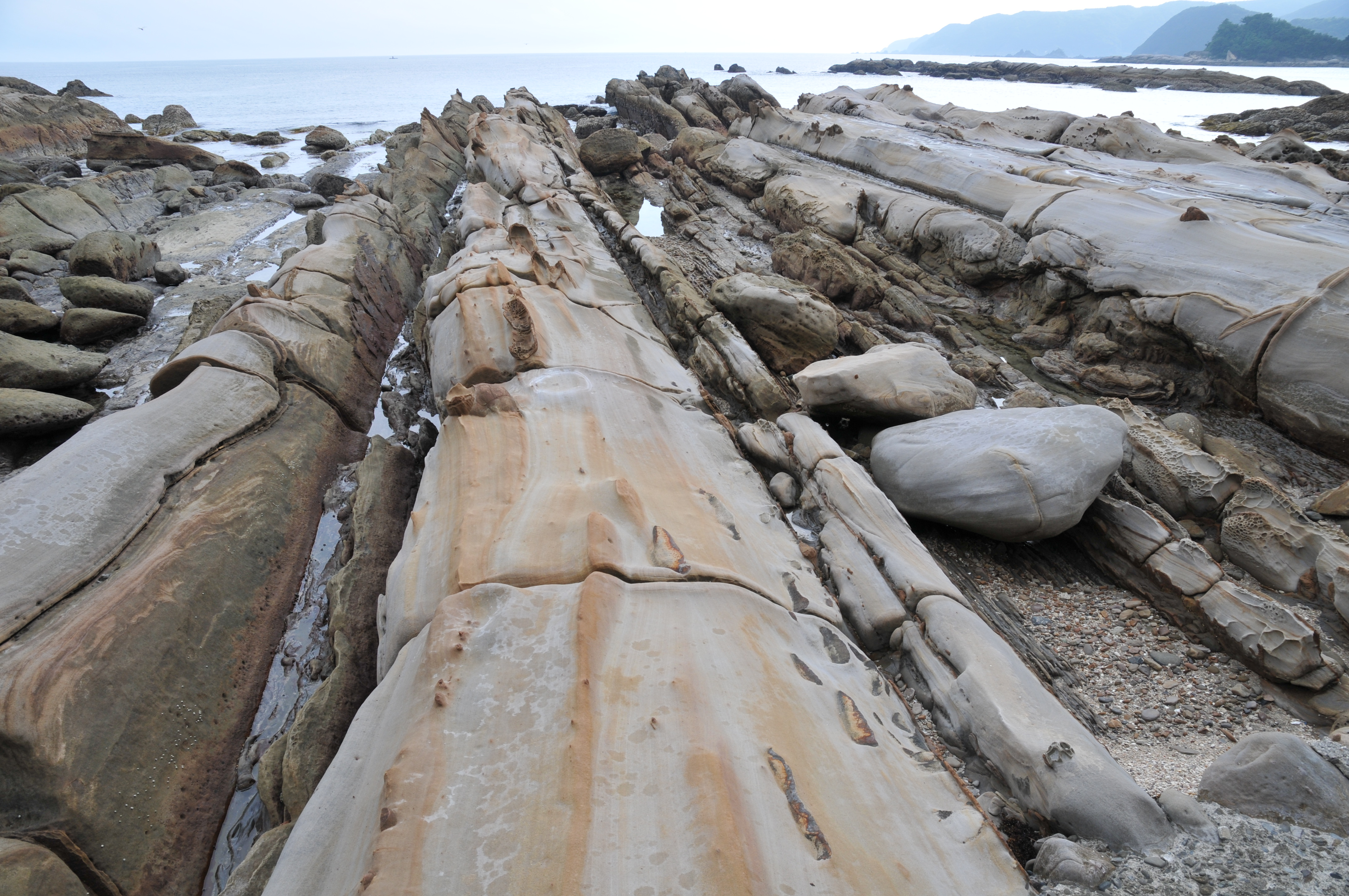
竜串 大竹小竹

竜串（たつくし）は高知県西部の足摺岬近辺にある奇勝。竜串海岸ともいい、土佐清水市にある。狭義では竜串のみを指し、広義では周辺の見残し海岸を含める一帯を指す。いずれも足摺宇和海国立公園に属する。名の由来は不明であり、竜を串刺したような景観から名付けられた説やアイヌ語に因む説、臥竜山の竜臥（たつふし）が転訛した説、など諸説が立てられている。

## 竜串海岸
竜串の一帯は砂岩と泥岩の層が互いになっており、その層が波食、風食を受け形成されたもの。中でも一直線上に、丸みを帯びた節理が見られる大竹小竹は竜串を象徴する代表的なものである。他にしぼり幕、欄間石、地層の中に石灰質などの沈殿物が形成された蛙の千匹連れ、千畳敷などの名所がある。

## 見残し海岸
竜串から千尋岬を南下したところにある海岸。見残しという地名は、弘法大師（空海）が、歩いて行くには余りにも難所であったため、この景勝地を見残したことに因むと言われる。新生代第三紀の竜串層（三崎層群）といわれる地層から成っており、軟らかい砂岩や泥岩が、約2000万年～2500万年前に、長年の波食、風食作用によって岩肌に無数の襞と甌穴を生み出しているのが特徴。屏風岩がよく知られるほか、博打岩、多くの漁師が月夜に照らされる人魚を見たとされる岩穴の人魚御殿、岩が落ちないかと誰もが振り向いて見返した見返り門などの見所があり、「地質の博物館」と呼ばれている。四国八十八景41番。現在では竜串から観光船に乗れば10分ほどで、奇岩群やサンゴ群を周遊できるようになっている。

## 自然
この竜串･見残し一帯は化石の宝庫でもあり、貝類を始め、パイプと呼ばれる生痕化石が多く見られる。他に波食による漣痕も多く確認できる。

## 竜串海中公園

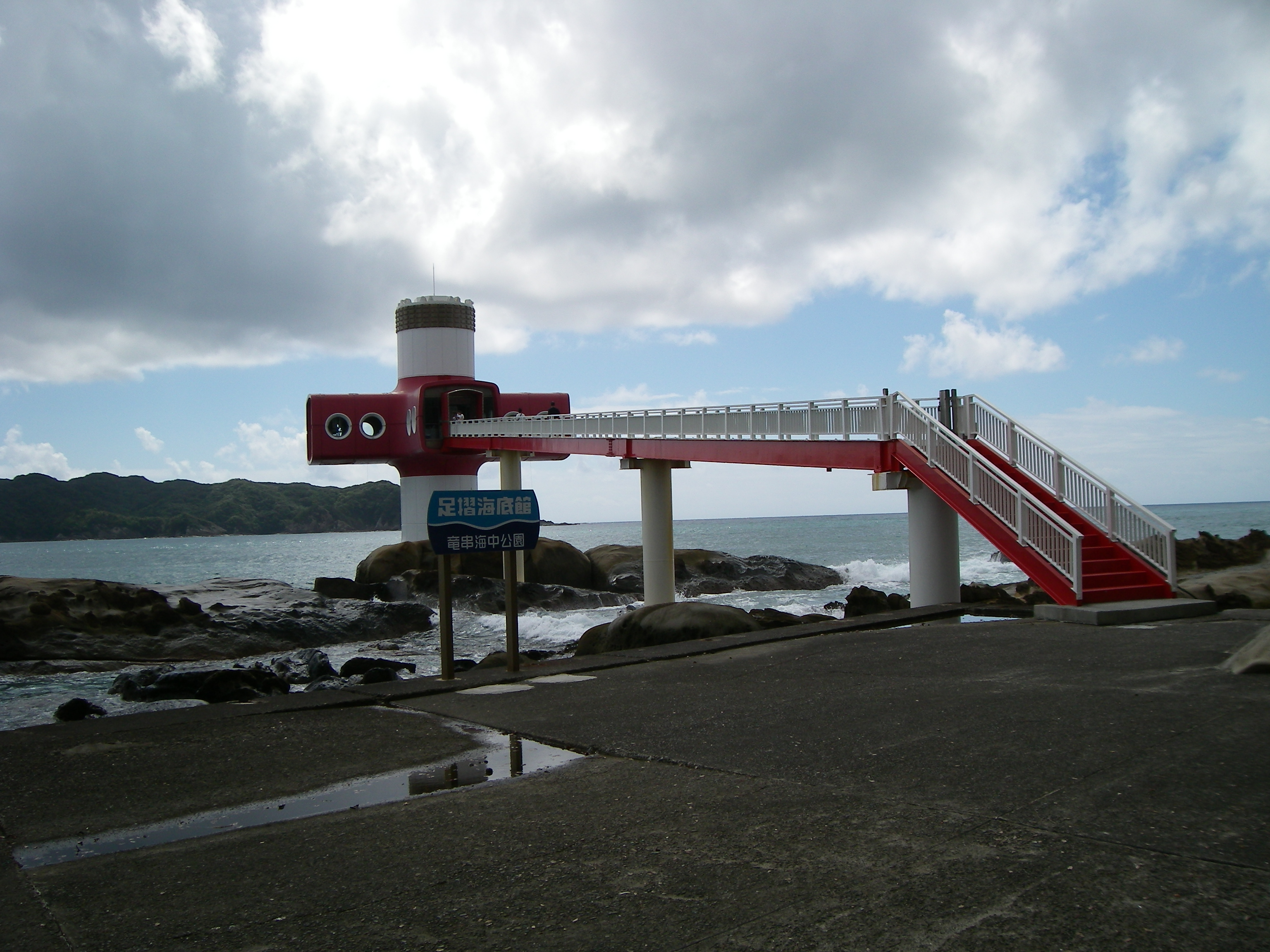
竜串海中公園の外観

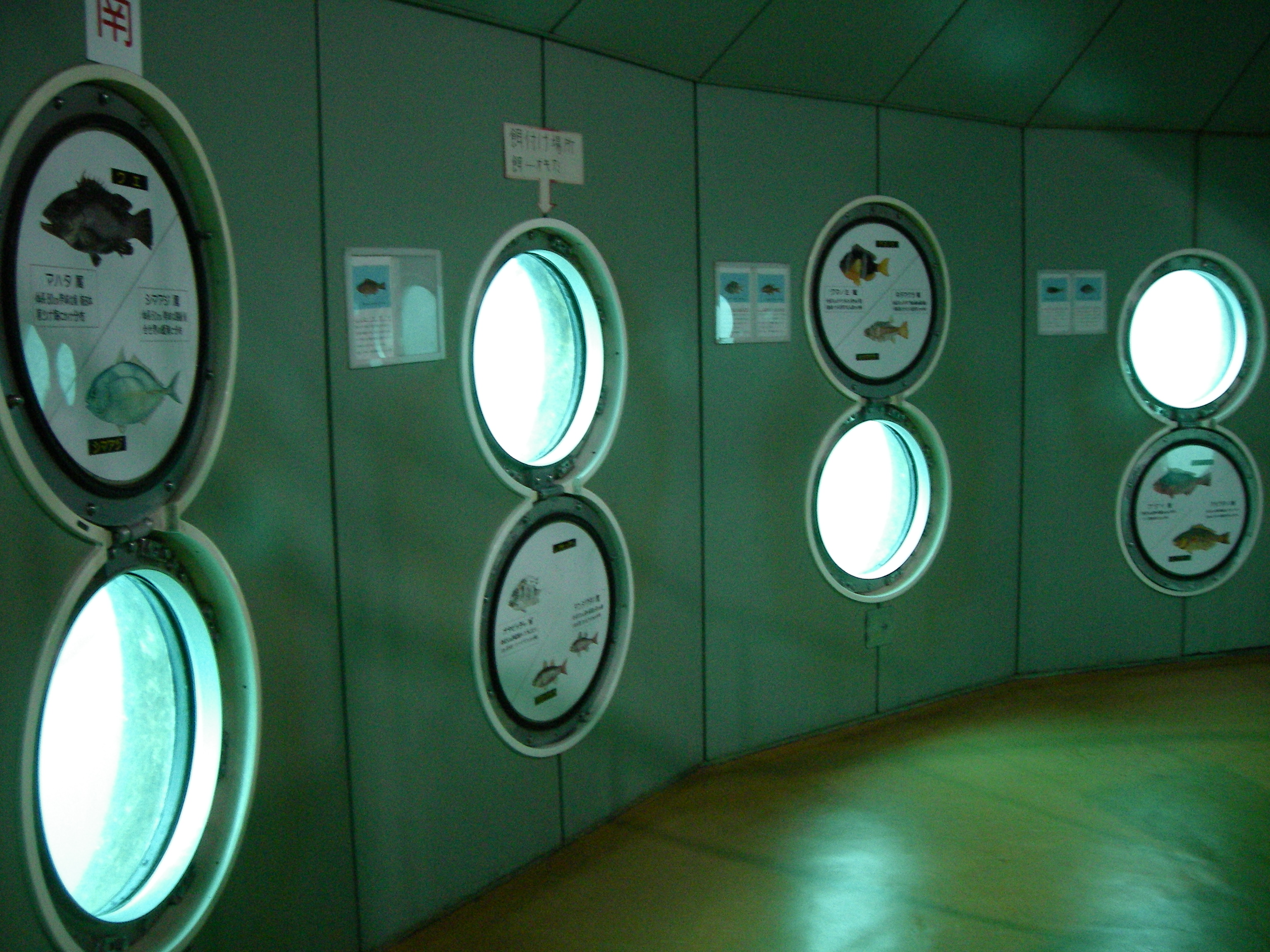
竜串海中公園の内部

周辺の海域は竜串海域公園（旧称：海中公園）に指定されており、日本で初めて指定された海中公園で、足摺海底館という水中展望塔が設けられている。温暖なために珊瑚が棲息しているが、近年は海洋の汚染や白化現象などにより、個体数が激減、保存運動を呼びかけている。
また、入り江を利用して真珠貝の養殖も行われている。